# Khalid bin Barghash di Zanzibar
Khālid bin Barghash Āl Būsaʿīdī (in arabo خالد بن برغش البوسعيدي‎?; Chuini, 15 dicembre 1874 – Mombasa, 19 marzo 1927) fu un islamico sunnita, figlio più vecchio del secondo sultano di Zanzibar Barghash bin Sa'id,  che si autoproclamò sesto sultano di Zanzibar alla morte, si ipotizza pure per sua mano,per avvelenamento, del predecessore, e zio: il quinto sultano di Zanzibar Ḥamad bin Thuwayni Āl bū Saʿīd. 
Ma già il 27 agosto 1896 il protettorato fu protagonista della più breve guerra documentata della storia, che si concluse con la resa e l'abdicazione del sultano usurpatore Khalid bin Barghash dopo 45 minuti di cannoneggiamento sul palazzo del sultano da parte della marina britannica, il cui intervento era stato richiesto dal sultano legittimo spodestato, Sayyid Hamud bin Mohammed (colui che poi che bandì la schiavitù sull'isola e governò dal 27 agosto 1896 al 18 luglio 1902)..
In pratica Khālid governò solo due giorni, dal 25 al 27 agosto 1896, prendendo il potere dopo la morte di suo zio. Il Regno Unito rifiutò di riconoscerlo nuovo reggente e gli impose di abdicare; il suo rifiuto diede luogo alla guerra anglo-zanzibariana la più breve guerra documentata della storia (38 minuti di cannoneggiamenti furono sufficienti a costringere il sultano alla resa). Morì in esilio a Mombasa nel 1927.